# DScaler
DScaler est une application open source qui capture la vidéo provenant des cartes tuners TV.
L'objectif du projet est d'avoir la meilleure qualité possible d'image (correction de l'image...).
Il permet d'appliquer des traitements ainsi que de prendre des mesures. Contrairement à la plupart des logiciels existants qui traitent la vidéo, DScaler emploie des algorithmes hautement sophistiqués qui fonctionnent en temps réel, les possesseurs d'ordinateurs puissant obtiendront un niveau de qualité d'image inégalé jusqu'à maintenant.

## Fonctionnalités
DScaler comprend une variété de fonctions, dont :
- Lecture de source vidéo à partir d'un lecteur DVD, console de jeux, LD, ou magnétoscope de façon fiable, sous forme analogique ou numérique (S-Video, RCA,…)
- Source vidéo non-entrelacée, produites avec une caméra vidéo ou une console de jeux
- Détection et enlèvement du pulldown 2:2 (PAL) et 3:2 (NTSC) pour les programmes TV film en 24 images
- Réduction du bruit vidéo sur les sources analogiques
- Calibrage automatique des cartes de capture et des tuners vidéo pour une clarté optimale des contrastes et des couleurs
- Manipulation vidéo à travers des filtres gamma, netteté, etc.
- Aperçu d'images
- Réduction des anomalies de synchronisation vidéo
- Affichage dans la résolution et le ratio voulu.